# ティアンユラプトル
ティアンユラプトル（学名 : Tianyuraptor 、"天宇（中国の天宇自然博物館の名前）の泥棒"の意）は、前期白亜紀バレミアン期約1億2200万年前の中国の義県層から見つかっているドロマエオサウルス科の恐竜の属。同じ層からミクロラプトルやシノルニトサウルスなどのドロマエオサウルス科も発見されている。

## 概要

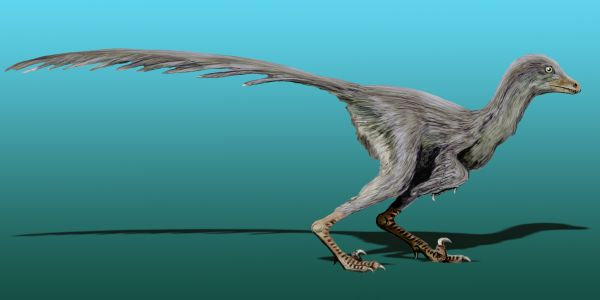
ティアンユラプトルの想像生態復元図

化石は未熟個体の完全な頭骨と体骨格が発見されている。推定全長は約0.9メートルから約1.6メートルと考えられている。成体は全長約2.5メートル、体重10キログラムに達した。中くらいの大きさのドロマエオサウルス科で原始的な方。生息環境は、冬は冷涼で降雪を伴い、湿潤な森林や湖だった。カウディプテリクスやプシッタコサウルスを捕食していた。外敵はチェンユアンロング。

## 特徴
ティアンユラプトルは、ほかのドロマエオサウルス科に比べ、長い尾と後ろ足、そして短い前足だった。また、体のわりに大きな頭も持っていた。頭部は軽量な造りで、口先は細い。恥骨が長いため体は上下に細い。北半球で発見されたドロマエオサウルス科だが、南半球の特徴も持っていた。長い尾は、体の約半分くらいあった。ドロマエオサウルス科は、発見される大陸によって特徴が少しずつ違っているが、その違いをうめる特徴を持っていた。